# Bandoumla
Badoumla est un groupement de l'arrondissement de Bana et est une chefferie de 3e degré dont le chef s'appelle Ngassi Tientcheu René. Il a été intronisé en 2003 suite au décès de son papa sa majesté Tientcheu André.

## Étymologie
De par son altitude, le village a été appelé Badoumla ou Peuple du dessus des villages (ba : peuple ; doum : dessus ; la : village).

## Village
Le village est limitrophe des villes et villages suivants :
- Bana ;
- Bangou ;
- Babouantou ;
- Banka ;
- Batchingou ;
- Batcha.

## Quartiers
Pouh, Ndakngoum, Ndonkwe', Mvente, Zap, Koza', So'o, Tchala, Ndakchue, Soko, Ndak Soko, Ngoum, Ndakngoum, Ve et Kotou

## Personnalités liées à Badoumla
- Ernest Ouandié (1924-1971), originaire et né à Badoumla; figure de la lutte pour l'indépendance du Cameroun au sein de l'UPC, un des principaux acteurs de la guerre civile à partir de l'indépendance en 1960; déclaré héros national par l'Assemblée nationale du Cameroun en 1991[1].